# طوني خليفة (برنامج تلفزيوني)
طوني خليفة هو برنامج تلفزيوني حواري أسبوعي يذيعه طوني خليفة في أم تي في ينطلق في 6 أكتوبر 2014.